# Hôpital de l'Enfant-Jésus (Caraquet)
Pour les articles homonymes, voir Hôpital de l'Enfant-Jésus.
L'hôpital de l'Enfant-Jésus RHSJ† est un hôpital public catholique de la ville de Caraquet, au Nouveau-Brunswick (Canada). Sa construction est la raison de la constitution de la ville en 1961. Dans les années 2000, la lutte pour sa sauvegarde a donné lieu à une bataille légale et médiatique. Un documentaire, On a tué l'Enfant-Jésus, a été réalisé par Renée Blanchar à ce sujet.
L'hôpital est situé sur le boulevard Saint-Pierre, à l'intersection de la rue du Portage, soit la route 11. Sa position est centrale et surélevé, à l'ouest du port de Caraquet. Son voisin immédiat est l'École des pêches du Nouveau-Brunswick.

## Histoire

### Création
La Chambre de Commerce de Caraquet, fondée en 1948, est à l'origine de nombreux projets dans la ville. Dès 1957, l'idée d'un hôpital apparaît.  En effet, la région était mal desservie en matière de soins de santé. En hiver, il fallait utiliser le chasse-neige ou même un autoneige pour transporter les personnes gravement malade à Tracadie. Un comité de l'hôpital est formé le 21 avril 1958 et constitué en société à but non lucratif en juillet. Les membres sont Fernand Lanteigne, président; docteur Blaise Duguay, secrétaire; Maître Bernard Jean, aviseur légal ; Richard Savoie, aviseur financier; Alban Blanchard, Martin J. Légère, Stanislas Dugas, Rufin Gionet, directeurs; docteur J.P. LeBouthillier, médecin aviseur ainsi que le curé le père Camille Albert. Le coût du projet s'élève à environ 825 000 dollars. Il n'y avait pas de service public de santé à l'époque, les Religieuses hospitalières de Saint-Joseph en ayant la responsabilité. Celles-ci se montrent réticentes au projet. En effet, elles ont déjà entrepris la construction d'un hôpital à Lamèque et d'un autre à Saint-Quentin. Elles donnent tout de même leur accord de principe, même chose pour le comté de Gloucester, en plus de garantir l'emprunt. L'année suivante, le nouveau conseil municipal retire son appui au projet. Également, un nouveau conseil provincial est nommé chez les Hospitalières, ce qui oblige à recommencer les négociations
Le gouvernement provincial approuve le projet et promet une contribution de 307 000 $ mais refuse de payer l'intérêt et la dépréciation de l'hôpital. Une campagne de souscription est organisée, avec comme objectif d'amasser 75 000 $. À l'été 1959, 23 600 $ ont déjà été recueillis. Sur recommandation du ministre de la santé, le Dr Georges Dumont, des démarches sont faites pour constituer une partie de la paroisse de Caraquet en municipalité. Le plébiscite du 28 juillet 1961 démontre l'appui de la population au projet et la ville est constituée le 15 novembre 1961. Le 24 février 1962, la nouvelle municipalité s'engage formellement, entre autres, à financer 60 % des coûts annuels d'immobilisation, jusqu'à concurrence de 24 000 $, et ce jusqu'en 1996.
Le site de l'hôpital était autrefois occupé par les installations de la compagnie Robin, abandonné en 1958. Le terrain est acheté en 1958 au coût de 17 000 $ à M. Blaise Duguay, qui voulait s'y loger. Il est ensuite cédé aux Hospitalières, excepté la partie la plus à l'ouest, qui sera vendu en 1963 au gouvernement fédéral pour y construire l'École des pêches du Nouveau-Brunswick. Le terrain est béni le 25 septembre 1961. L'hôpital est inauguré durant le premier festival acadien de Caraquet, le 15 août 1963, à l'occasion de la fête nationale des Acadiens, par Camille-André LeBlanc, évêque du diocèse de Bathurst, Hédard Robichaud, ministre des Pêches et George Dumont, ministre de la Santé.
Contrairement à la plupart des hôpitaux fondés par les Hospitalières, celui de Caraquet ne porte pas le nom d'Hôtel-Dieu. Le nom L'Enfant-Jésus est choisi par Mère Violette, car c'est à la suite d'une neuvaine à l'enfant Jésus avec promesse d'honorer son nom, qu'elle obtint l'autorisation d'accepter cette fondation.
La résidence du gérant de la Compagnie Robin est déplacée pour laisser place à l'hôpital. Elle loge les religieuses jusqu'à sa démolition dans les années 1980.

### Développement
Les premiers médecins de l'hôpital de 55 lits sont Raymond Savoie, Isabelle Bourgeois-Savoie, J.P. LeBouthillier et C. A. Blanchard. Les 7 religieuses hospitalières en prennent la direction. Celles-ci sont Sœur Bernadette Lévesque, supérieure et directrice, Sylvia Poirier, Anita Robichaud, Célestine Allard, Evangéline Savoie, Patricia Ouellet et Elmyre Doucet.
En 1983, l'hôpital subit des rénovations majeures et on y ajoute un service de physiothérapie, au coût de 1 500 000 $. Entre 1975 et 1989, le nombre de médecins passe de 5 à 15. On ajoute graduellement des services d'inhalothérapie, d'ergothérapie, de Diététique, d'orthophonie, d'échographie, de soins concentrés ainsi que plusieurs cliniques spécialisées itinérantes. Entre 1987 et 1990, les blocs opératoire et obstétrical sont climatisés et ce dernier est réaménagé en chambres de naissance. Le coût de ces travaux s'élèvent à 750 000 $.
Du 28 octobre 1991, au 16 octobre 1994, l'hôpital est partiellement rénové et des travaux réalisés au coût de 9,7 millions $ permettent un agrandissement de 3 700 m2. L'institution est rebaptisée Centre hospitalier de l'Enfant-Jésus RHSJ. On revient au nom initial en 2002.

### Sauvegarde de l'hôpital
En 2004, le gouvernement provincial et le ministre de la santé Elvy Robichaud effectuèrent une restructuration des soins de santé dans la province. Plusieurs hôpitaux, dont celui de Caraquet, allaient être fermés. Ayant vu le jour en 1963, c’est le 2 mars 2004 que l’hôpital l’Enfant Jésus de Caraquet perd ses services d’urgences, en devenant un service communautaire ouvert 12 heures par jour. Les services d’obstétrique et les chirurgies ont été transférés à Bathurst.
Durant le déménagement des services, les gens de Caraquet se sont mobilisés pour préserver leur hôpital. De multiples  manifestations se sont déroulées, une commission pour la restauration du service d’urgence nommé 'SOS Hôpital' (Action H peu après) s’est formée. De concert avec les habitants des autres villes, le mouvement New-Brunswick Rural Health Care Coalition fut créé. La ville de Caraquet s’est impliquée à emmener le gouvernement provincial en cour pour les dommages possibles de cette fermeture. Bien qu’une offre entre le gouvernement et l’un des principaux négociateurs pour la ville de Caraquet, Claude L’Espérance, avait été mis sur la table, le résultat est venu à un échec.
Une poursuite judiciaire s’est quand même réalisé avec un groupe indépendant. Avec comme défense qu’un service à Bathurst pourrait nuire à la qualité du service en français pour une région utilisant presque uniquement cette langue, le verdict s’est aussi soldé par un échec. Le juge Roger Savoie affirma que c’est le rôle de la législature et du gouvernement du Nouveau-Brunswick, et non des tribunaux, de protéger et de promouvoir en premier lieu l’égalité du français et de l’anglais dans la province.
En 2006, Shawn Graham et ses ministres, nouvellement arrivés au pouvoir, n’avaient pas l’intention de reconvertir en hôpital le centre de santé communautaire.
Le service fut peu à peu amélioré. Il y a toujours des rumeurs de réouverture complète.
Ce débat a fait ressortir l’idée d’un hôpital central à Pokemouche, qui offrirait un meilleur service à la population de la Péninsule.
L'arrêt d'ambulances et la salle d'urgence sont rétablis le 16 avril 2012.

## Gestion et financement
La première directrice fut Sœur Bernadette Lévesque, remplacée en 1966 par Sœur Cécile Dufour, elle-même remplacée en 1971 par Sœur Estelle Arseneau. Le 12 janvier 1976, Fernand Rioux, un laïc, remplace Estelle Arsenault à titre de directeur. Il occupera ce poste jusqu'en 1994, L'assurance-maladie entre en vigueur en 1971. En 1991, les régies régionales de santé sont formées afin de gérer les différents hôpitaux. Celui de Caraquet devient sous la responsabilité du Réseau Santé Nord'est, remplacée par la Régie de la santé Acadie-Bathurst en 2002. Depuis le passage de huit régie régionales de la santé au Nouveau-Brunswick, a seulement deux, en 2008, l'hôpital est maintenant membre du Réseau de santé Vitalité.
L'hôpital a conservé son statut catholique et un conseil consultatif nommé par les Religieuses Hospitalières de Saint-Joseph veille au respect de la mission et des valeurs de l'hôpital.
La Fondation Hôpital de l'Enfant-Jésus Inc. 1988 recueille des fonds afin d'améliorer les soins de santé.

## Monuments
L'hôpital se présente sous la forme d'un H orienté est-ouest, auquel s'y ajoute l'extension de 1994. La partie la plus ancienne compte deux étages avec un revêtement extérieur en briques jaunes avec des détails bruns, alors que la plus récente a un revêtement en briques rouges avec des détails jaunes.
En 1994, une levée de fonds de 12 000 $ permit à Suzanne Cormier-Dupuis de réaliser une sculpture en fibre de verre qui fut installée sur la pelouse en face. Elle est dédiée aux fondateurs et aux Religieuses hospitalières de Saint-Joseph et représente un fœtus bien qu'elle ressemble plutôt à une étoile de mer. La plupart des habitants de la ville n'aimait pas la sculpture. La direction de l'hôpital décida finalement de l'enlever en 2009, prétextant son usure.
Un canon se trouvait autrefois en face de l'hôpital. Ce dernier fut découvert durant la construction des fondations. Son jumeau se trouve en face d'une maison à quelques kilomètres à l'ouest.

### Filmographie
- On a tué l’Enfant-Jésus, documentaire de Renée Blanchar, 2007.